# World Club Challenge

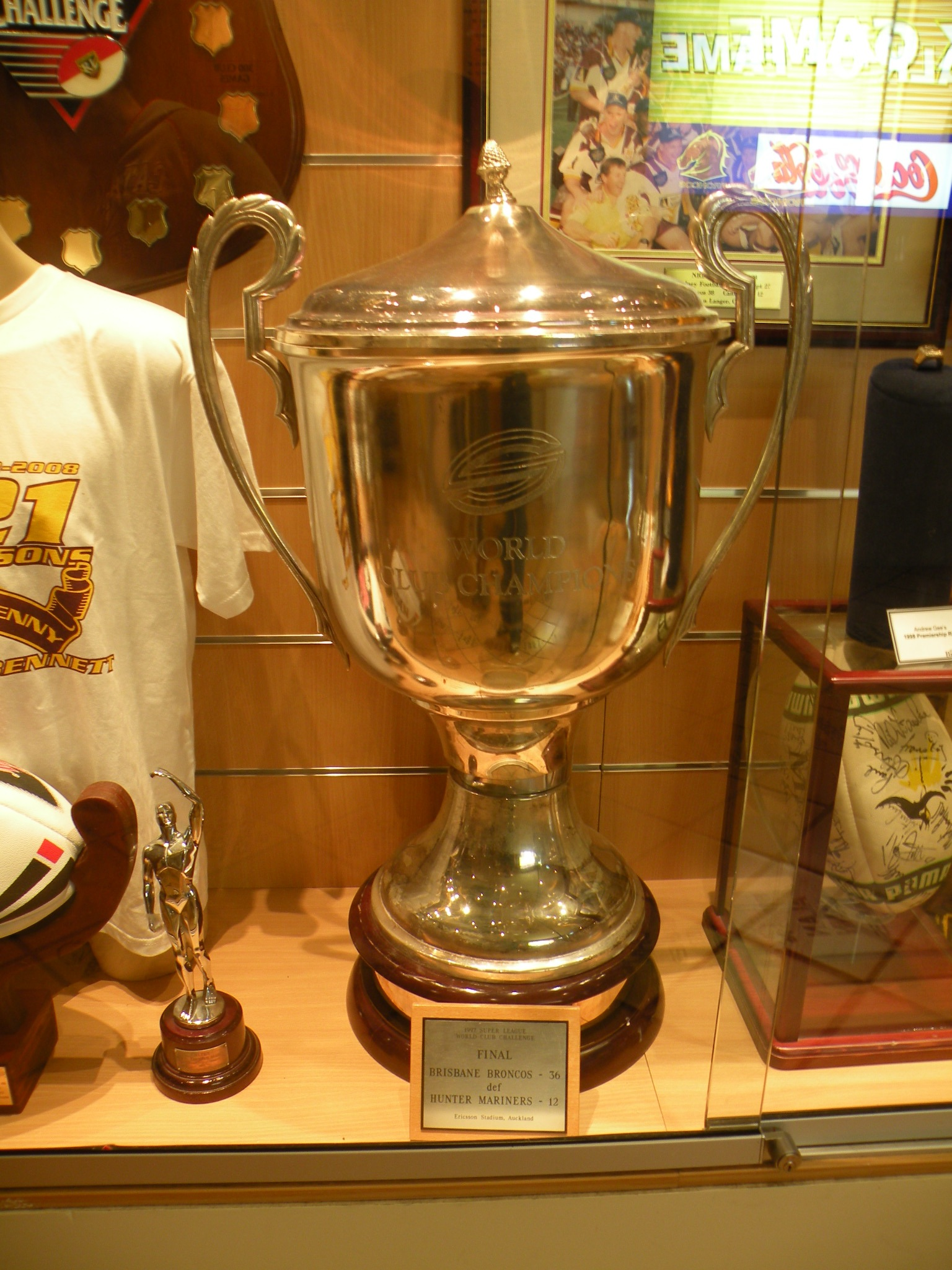
Trophée de la World Club Challenge remportée par les Brisbane Broncos en 1997.

Le World Club Challenge est une rencontre annuelle de rugby à XIII opposant le champion de la National Rugby League et le champion de la Super League pour déterminer le meilleur club du monde. Il s'agit de l'unique compétition de ce type, tous « codes de rugby » confondus.
Organisé pour la première fois en 1976 puis une seconde fois en 1987, le tournoi a été programmé annuellement à partir de 1989. Il a connu une interruption entre 1995 et 2000 (entrecoupé par une édition en 1997 sous une nouvelle formule) en raison de la « guerre de la Super League australienne ». Ce titre aujourd'hui est très convoité et désigne par le biais de cette opposition la supériorité d'un des deux championnats.
Au palmarès, les clubs de la  NRL comptent quatorze victoires contre quinze pour les clubs de la Super League. Le tenant du titre est le club anglais des Wigan Warriors vainqueur en 2024 du club australien des Penrith Panthers.
La presse française traduit parfois le nom de cette compétition en « Mondial des Clubs ».
Pour les britanniques, il s'agit du « match de l'année, d'un immense évènement ».

## Histoire
En 1976, une rencontre entre le champion d'Angleterre St Helens et le champion d'Australie Eastern Suburbs se tient de manière non officielle à Sydney. Le match est remporté par l'équipe australienne. Onze années plus tard, en 1987, une seconde rencontre oppose les champions de ces deux nations avec côté anglais Wigan et côté australien Manly-Warringah, match qui tourne à l'avantage cette fois-ci de l'équipe anglaise.
En 1989, cette idée d'opposer les champions des deux plus prestigieux championnats de rugby à XIII prend forme officiellement. La première rencontre oppose à Old Trafford les Anglais de Widnes et les Australiens de Canberra, les premiers s'imposant 30-18. Disputée alors annuellement entre les deux champions respectifs, la compétition est remportée par les Anglais de Wigan en 1991 et 1994 et par les Australiens des Brisbane Broncos en 1992. La tenue de la compétition est alors interrompue en raison de l'arrivée de la Super League en Australie, où le rugby à XIII professionnel se trouve divisé en deux, avec deux championnats distincts, la Super League et l’Australian Rugby League.
En 1997, le World Club Challenge est repris sous une nouvelle formule : au lieu d'opposer les deux champions, un tournoi est mis en place avec la participation de 22 clubs australiens, anglais et français. La victoire revient aux Brisbane Broncos, mais en raison de la difficulté de la tenue de ce tournoi et de son faible succès commercial, la formule est aussitôt abandonnée.
Il faut attendre 2000 pour renouveler cette opposition dans sa configuration d'origine, avec d'un côté le champion de la Super League d'Europe (composée majoritairement de clubs anglais) et le champion du National Rugby League (composé majoritairement de clubs australiens). Lors des quatre éditions disputées entre 2000 et 2003, le vainqueur diffère avec d'un côté les victoires australiennes de Melbourne Storm en 2000 et de Sydney Roosters en 2003, et de l'autre les victoires anglaises de St Helens en 2001 et de Bradford Bulls en 2002. De 2004 à 2008, les vainqueurs de la Super League démontrent leur supériorité mondiale en remportant cinq éditions de suite. Il s'agit des Bradford Bulls en 2004 et 2006, des Leeds Rhinos en 2005 et 2008 et de St Helens en 2007. En 2009 et en 2010, la tendance s'inverse avec les victoires des Manly Sea Eagles et du Melbourne Storm, qui prennent le dessus sur le vainqueur de la Super League anglaise.
Toutes les finales se sont déroulées en Angleterre à l'exception de celles de 1976, 1994, 1997 et 2014.
En 2019, une des équipes finalistes, les Sydney Roosters, s'entrainent avec les joueurs du Toulouse Olympique à l'INSEP de Paris. Il s'agit d'une séance commune d'entrainement entre les deux équipes, avant que les Australiens ne disputent la finale contre Wigan le dimanche 17 février 2019. Cette séance, organisée par un ancien joueur de Toulouse, Trent Robinson, est relativement médiatisée.

## Format actuel
Chaque année, le World Club Challenge oppose le vainqueur de la Super League, championnat anglais composé de douze clubs dont deux français (élargi à quatorze clubs à partir de 2009 dont un gallois) et le vainqueur de la National Rugby League, championnat australien composé de seize clubs dont un néo-zélandais.

## Palmarès
| Année | Champion                     | Score   | Finaliste                  | Lieu de la finale                        | Affluence |
| 1976  | Eastern Suburbs              | 25 – 2  | St Helens RLFC             | Sydney Cricket Ground, Sydney            | 26 865    |
| 1987  | Wigan RLFC                   | 8 – 2   | Manly-Warringah            | Central Park, Wigan                      | 36 895    |
| 1989  | Widnes FC                    | 30 – 18 | Canberra Raiders           | Old Trafford, Manchester                 | 30 786    |
| 1991  | Wigan RLFC                   | 21 – 4  | Penrith Panthers           | Anfield, Liverpool                       | 20 152    |
| 1992  | Brisbane Broncos             | 22 – 8  | Wigan RLFC                 | Central Park, Wigan                      | 17 460    |
| 1994  | Wigan RLFC                   | 20 – 14 | Brisbane Broncos           | ANZ Stadium, Brisbane                    | 54 220    |
| 1997  | Brisbane Broncos             | 36 – 12 | Hunter Mariners            | Ericsson Stadium, Auckland               | 12 000    |
| 2000  | Melbourne Storm              | 44 – 6  | St Helens RLFC             | JJB Stadium, Wigan                       | 13 394    |
| 2001  | St Helens RLFC               | 20 – 18 | Brisbane Broncos           | Reebok Stadium, Bolton                   | 16 041    |
| 2002  | Bradford Bulls               | 41 – 26 | Newcastle Knights          | Galpharm Stadium, Huddersfield           | 21 113    |
| 2003  | Sydney Roosters              | 38 – 0  | St Helens RLFC             | Reebok Stadium, Bolton                   | 19 807    |
| 2004  | Bradford Bulls               | 22 – 4  | Penrith Panthers           | Galpharm Stadium, Huddersfield           | 18 962    |
| 2005  | Leeds Rhinos                 | 39 – 32 | Canterbury Bulldogs        | Elland Road, Leeds                       | 37 208    |
| 2006  | Bradford Bulls               | 30 – 10 | Wests Tigers               | Galpharm Stadium, Huddersfield           | 19 207    |
| 2007  | St Helens RLFC               | 18 – 14 | Brisbane Broncos           | Reebok Stadium, Bolton                   | 23 207    |
| 2008  | Leeds Rhinos                 | 11 – 4  | Melbourne Storm            | Elland Road, Leeds                       | 33 204    |
| 2009  | Manly Sea Eagles             | 28 – 20 | Leeds Rhinos               | Elland Road, Leeds                       | 32 569    |
| 2010  | Melbourne Storm              | 18 – 10 | Leeds Rhinos               | Elland Road, Leeds                       | 27 697    |
| 2011  | St. George Illawarra Dragons | 21 – 15 | Wigan Warriors             | DW Stadium, Wigan                        | 24 268    |
| 2012  | Leeds Rhinos                 | 26 – 12 | Manly Sea Eagles           | Headingley Rugby Stadium, Leeds          | 21 062    |
| 2013  | Melbourne Storm              | 18 – 14 | Leeds Rhinos               | Headingley Rugby Stadium, Leeds          | 20 400    |
| 2014  | Sydney Roosters              | 36 – 14 | Wigan Warriors             | Allianz Stadium, Sydney                  | 31 515    |
| 2015  | South Sydney Rabbitohs       | 39 – 0  | St Helens RLFC             | Langtree Park, St Helens                 | 17 890    |
| 2016  | North Queensland Cowboys     | 38 – 4  | Leeds Rhinos               | Headingley Rugby Stadium, Leeds          | 20 800    |
| 2017  | Wigan Warriors               | 22 – 6  | Cronulla-Sutherland Sharks | DW Stadium, Wigan                        | 21 011    |
| 2018  | Melbourne Storm              | 38 – 4  | Leeds Rhinos               | Melbourne Rectangular Stadium, Melbourne | 16 029    |
| 2019  | Sydney Roosters              | 20 – 8  | Wigan Warriors             | DW Stadium, Wigan                        | 21 331    |
| 2020  | Sydney Roosters              | 20 – 12 | St Helens RLFC             | Totally Wicked Stadium, St Helens        | 16 108    |
| 2023  | St. Helens                   | 13 - 12 | Penrith Panthers           | Penrith Stadium, Penrith                 | 13 783    |
| 2024  | Wigan Warriors               | 16- 12  | Penrith Panthers           | DW Stadium, Wigan                        | 24 091    |

Les informations ci-dessous sont généralement disponibles dans la plupart des livres et souvent évoqués par les médias anglo-saxons consacrés au rugby à XIII.
Ainsi en 2020, le magazine australien Rugby League Review, les rappelle à ces lecteurs.

## Bilan
| Hémisphère | Nombre de titre(s) |
| ---------- | ------------------ |
| Nord       | 15                 |
| Sud        | 14                 |

| Équipe                       | Nombre de titre(s)                 |
| ---------------------------- | ---------------------------------- |
| Sydney Roosters              | 5 (1976, 2003, 2014, 2019, 2020)   |
| Wigan Warriors               | 5 (1987, 1991, 1994, 2017 et 2024) |
| Leeds Rhinos                 | 3 (2005, 2008, 2012)               |
| Bradford Bulls               | 3 (2002, 2004, 2006)               |
| St Helens RLFC               | 3 (2001, 2007 et 2023)             |
| Melbourne Storm              | 2 (2000, 2013)                     |
| Brisbane Broncos             | 2 (1992, 1997)                     |
| North Queensland Cowboys     | 1 (2015)                           |
| St. George Illawarra Dragons | 1 (2011)                           |
| Manly Sea Eagles             | 1 (2009)                           |
| Widnes FC                    | 1 (1989)                           |

## Médiatisation
La compétition est particulièrement suivie au Royaume-Uni, en Australie et en France par les médias spécialisés en rugby à XIII, plus marginalement par les autres médias.
Les droits de retransmission télévisuels sont généralement associés à ceux eux-mêmes liés à la Super League. Ainsi, en 2020, la décision de Beinsport de ne pas acheter les droits de cette compétition a pour conséquence que les téléspectateurs français sont « privés » de cette diffusion.